# Dryopteris filix mas x marginalis
Dryopteris filix mas x marginalis là một loài dương xỉ trong họ Dryopteridaceae. Loài này được Winslow mô tả khoa học đầu tiên năm 1910.
Danh pháp khoa học của loài này chưa được làm sáng tỏ. 